# Murder party
Pour les articles homonymes, voir Murder Party (homonymie).

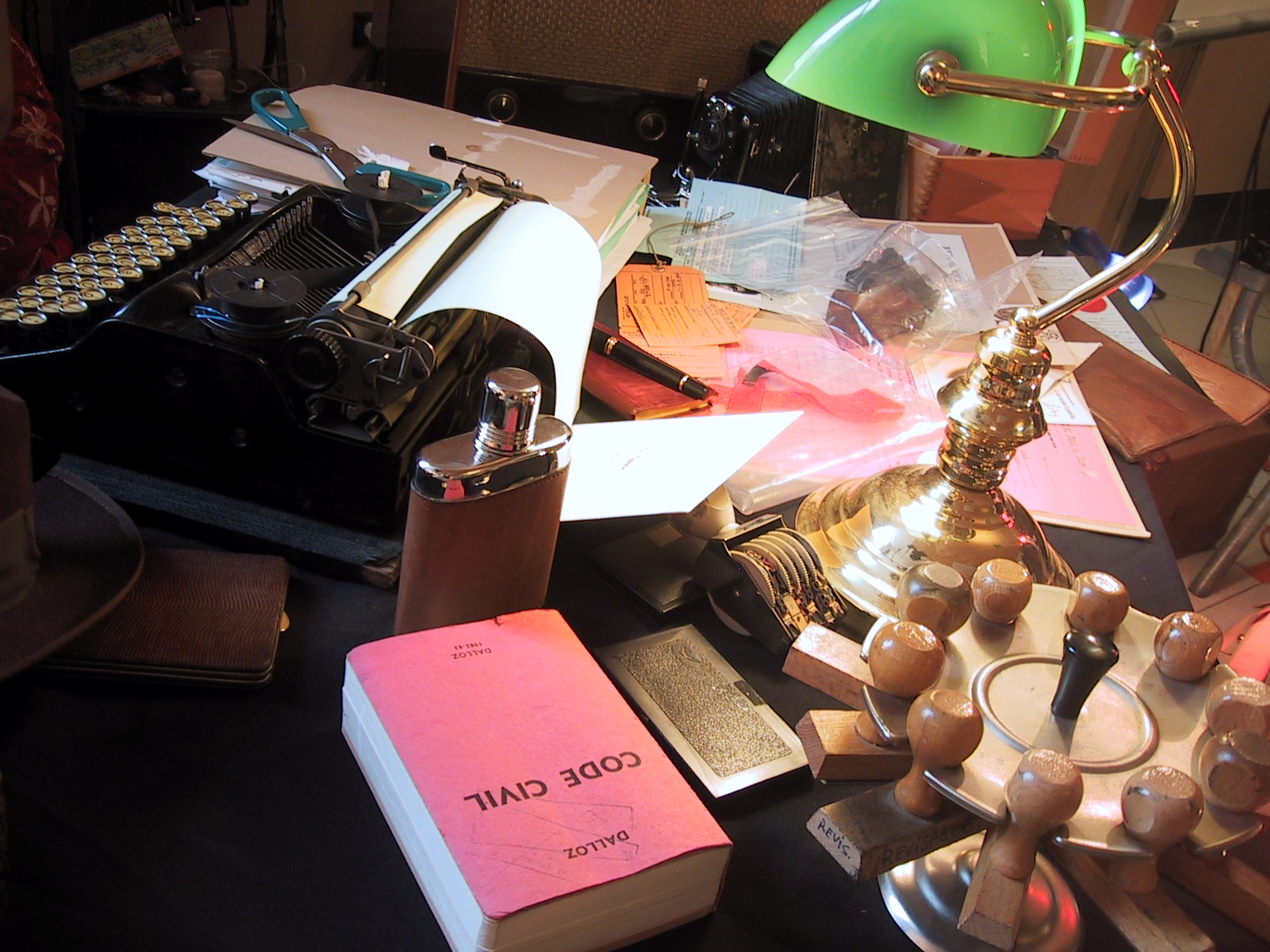
Bureau du détective privé.

Une murder party est une forme de jeu de rôle grandeur nature. D'autres termes peuvent également être utilisés pour désigner ce type de jeu : soirée enquête, cluédo géant, huis clos mystère, soirée meurtre et mystère, detective mystery, etc.

## Principe
Une murder party est un jeu consistant à résoudre une énigme policière, en incarnant les protagonistes de l'histoire. Il s'agit d'une forme de jeu de rôle, en grandeur nature, un croisement entre théâtre d'improvisation, jeu d'enquête, aventure policière. L'un des intérêts principaux du jeu est de jouer les rôles des personnages d'une histoire criminelle.

## Histoire
Au début des années 1930, certains hôtels luxueux d'Angleterre organisèrent les premières murder parties. S'inspirant probablement des romans de l'« Âge d'Or du Crime » (Agatha Christie, Dorothy Sayers, John Dickson Carr) et des aventures de Sherlock Holmes écrites par Arthur Conan Doyle, ils proposaient des week-ends policiers au cours desquels leurs clients fortunés jouaient au détective-amateur sans toutefois vraiment s'impliquer dans un rôle. Des comédiens dissimulés parmi la population de l'hôtel (personnel et clients) déroulaient la trame d'une intrigue policière devant les yeux ébahis des participants, qui assistaient plus à une espèce de film qu'ils ne prenaient vraiment part à l'enquête.
Plusieurs écrits popularisèrent particulièrement ce genre d'activité ludique auprès d'un public large, Murder party, ou celle qui n'était pas invitée d'Henri Bordeaux, de l'Académie Française, en 1931, puis Un meurtre sera commis le…, d'Agatha Christie, en 1950, et contribuèrent à sa diffusion et son développement.

## Mécanisme
Dans le format classique de la murder party, chaque joueur ne connait au départ que ce que son personnage sait de l'histoire : qui il est, pourquoi il est là, s'il est l'assassin. Seul l'organisateur connait les objectifs et détails de l'histoire. L'assassin cherchera à ne pas se faire démasquer, les enquêteurs tenteront de le trouver, tout en respectant les motivations de leur rôle comme s'ils étaient vraiment le personnage qu'ils vont incarner.
Il s'agit d'ailleurs ici du principe général de tout jeu de rôle : chaque joueur doit incarner et jouer son personnage du mieux possible, en respectant en priorité absolue les enjeux, le caractère, le contexte du personnage. Le joueur doit disparaitre derrière le personnage.
Dans certaines murder parties, il arrive parfois que l'assassin ne soit pas au courant qu'il est meurtrier. Les joueurs participent donc tous à la même quête : gagner des points en désignant l'assassin et en reconstituant correctement l'intégralité de l'histoire. Il existe également des murder parties où chaque protagoniste reçoit, en plus de son rôle, une quête secondaire à effectuer en parallèle de l'enquête. Dans ce cas-là, les joueurs collectent des points grâce à l'enquête principale et les cumulent avec ceux de leur quête secondaire.

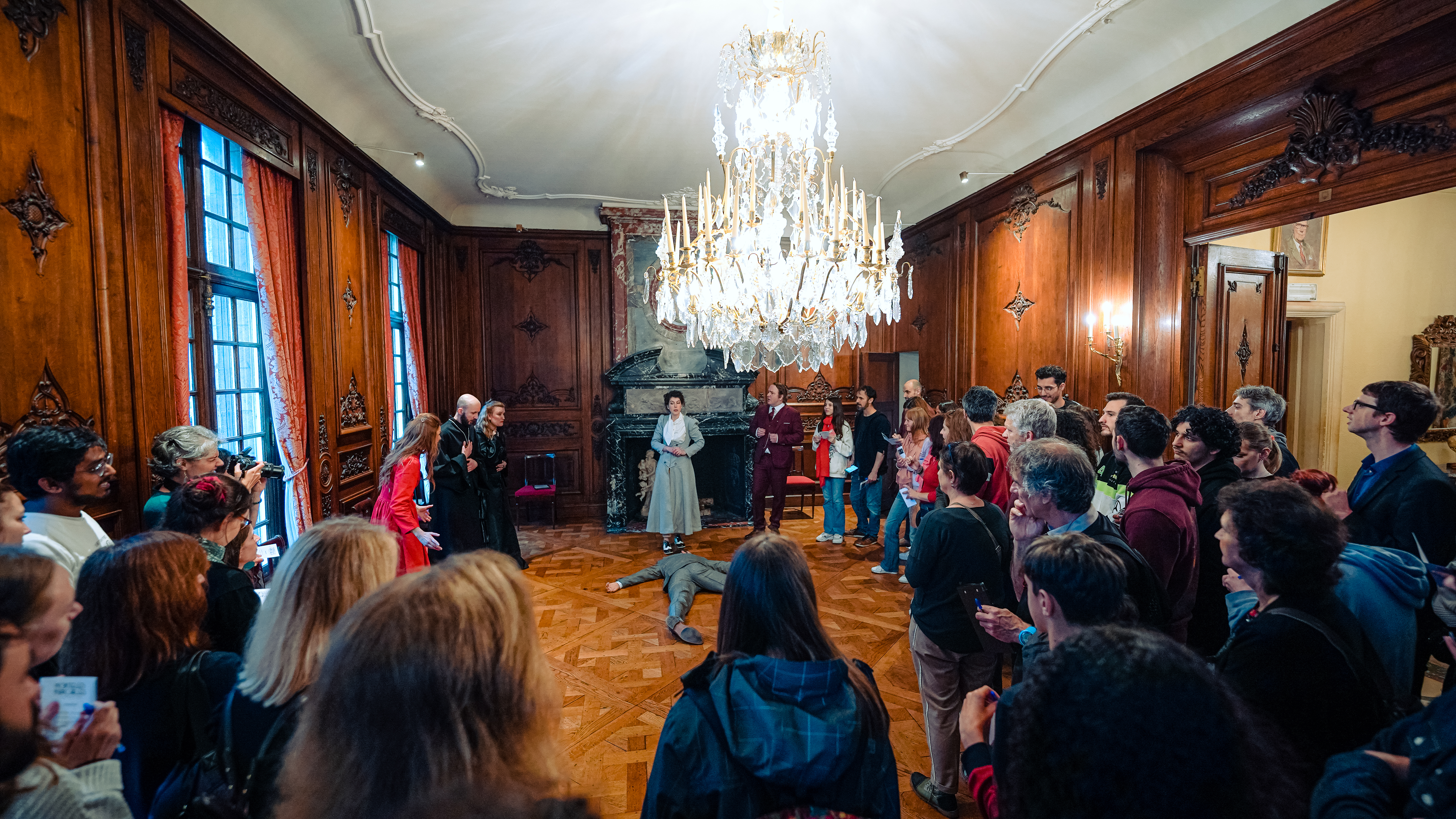
Une murder mystery en action.

D'autres formats de murder parties inversent le procédé: les participants jouent alors des détectives tandis que des comédiens incarnent des suspects à interroger. Ce format est aussi appelé cluedo geant, murder mystery ou detective party - et est de plus en plus populaire comme concept visant à animer une soirée privée ou publique, voire en spectacle interactif privé.

## Exemples
La plupart du temps, une murder party se joue à huis clos. Elle rassemble de 5 à 40 personnes pour une soirée ou, plus rarement, un week-end.
Exceptionnellement, des murder parties ont lieu à l'échelle d'un village entier. Par exemple, le week-end des 2 et 3 octobre 2004, dans le petit village de Silhac en Ardèche, 200 candidats ont tenté de retrouver l'assassin d'une jeune mariée en enquêtant parmi une centaine de comédiens professionnels et de figurants venus du voisinage.
De même, du 1er au 19 juillet 2020, une murder party ouverte au public a été reproduite à plusieurs reprises au Château de Garrevaques (Tarn), pour plus de 1200 participants et enquêteurs. Fort de ce succès, d'autres évènements insolites seront organisés en octobre 2020 et juillet 2021 dans ce château.
Il existe des formats de murder parties qui s'adressent à des groupes de joueurs importants, jusqu'à parfois 200 personnes. Ces enquêtes s'adressent essentiellement à des entreprises dans le cadre d'activités de team building ou de séminaires.  

## Cas particuliers et autres dénominations
Les Soirées meurtre et mystère (ou SMM) sont un cas particulier des murder parties. On les distingue par leur mécanisme de jeu et leur orientation moins jeu de rôle et plus centrée sur l'enquête. Une soirée meurtre et mystère consiste à étudier une énigme policière jouée par des acteurs professionnels, ou racontée par une cassette ou un CD audio. Les joueurs sont autour d'une table et l'histoire se déroule par actes. Il s'agit d'un format commercial très développé au Québec et en Amérique du Nord de façon générale.
Les soirées enquêtes sont un autre cas particulier des murder parties. On les distingue par leur mécanisme de jeu, utilisant des points-action pour représenter des actions virtuelles ou narratives. Il s'agit d'un format commercial développé en France par les sociétés SPSR et Asmodée. Par abus de langage, certains Français ont pris l'habitude de désigner comme soirée enquête un certain nombre de murder parties.
Le huis clos, en revanche, est une sur-catégorie des murder parties. Il s'agit d'une forme de jeu de rôle grandeur nature, limitée dans l'espace et le temps, mais sans être forcément centrée sur un meurtre. Le jeu de rôle est l'élément central de ce type de jeu. Par abus de langage, les Français ont pris l'habitude de désigner comme murder party un certain nombre de huis clos.

## Lesmurder partiesdans la culture populaire

### Dans la littérature
- Le titre du roman d'Agatha Christie Un meurtre sera commis le... (1950), est une allusion directe aux murder parties organisées en Grande-Bretagne à cette époque. En effet, les organisateurs des murder parties britanniques avaient l'habitude de convier les participants en leur expédiant une petite carte d'invitation portant la mention « A Murder is announced » associée à la date et à l'heure du crime.
- L'action d'un autre roman d'Agatha Christie, Poirot joue le jeu (1956), se passe durant une murder party traditionnelle. Une vraie enquête policière vient se mêler au jeu et il devient difficile de démêler réalité et fiction.
- Le titre du roman d'Henry Bordeaux Murder party ou celle qui n'était pas invitée (1931), est une allusion directe aux murder parties organisées en France à cette époque.
- Le roman La Lettre qui tue de Paul Halter (1991), décrit une scène de murder party.
- Le roman La police est invitée, de John Dickson Carr (1937) évoque une murder party (mais personne n'y trouve la mort).

### Dans la bande dessinée
- L'album de bande dessinée Le Secret d'Agatha de la série Ric Hochet revient sur une murder party imaginaire qu'Agatha Christie elle-même aurait élucidé et mis en roman.
- Dans le tome 21 Barigoule au Frioul de la série Léo Loden, Léo participe malgré lui à une murder party organisé par le grand patron d'une entreprise pharmaceutique, qui simulera sa mort afin d'observer le comportement de ses associés en situation de crise.

### Au cinéma et à la télévision
- Dans le film La Cité de la peur (1994) des Nuls, une murder party est organisée pour fêter les assassinats des premiers projectionnistes. Mais sous cette appellation, il s'agit en fait d'une soirée traditionnelle ayant pour thème le meurtre.
- Dans la quatrième saison de la série télévisée policière Cherif, l'épisode Qui a tué le colonel Moutarde ?, diffusé en 2017, met en scène une murder party dans laquelle les personnages prennent des rôles reprenant à la fois ceux du jeu de société Cluedo et le personnage de Sherlock Holmes.

## Pratique par pays

### En France
Depuis 1997, le portail murder2000 propose des scénarios gratuitement et conseils pour organiser sa propre murder party.
Depuis 2006 en France, la Fédération française des jeux de rôles grandeur nature organise par le biais d'associations membres la Nuit du Huis Clos afin de faire découvrir l'activité au public. De nombreux autres jeux de rôle grandeur nature sont organisés par de nombreuses associations francophones, certains de ces jeux sont annoncés sur le calendriers des GN (jeux de rôles grandeur nature) de la fédération lorsqu'ils sont accessibles au public.
Certaines entreprises d'évènementiel et des associations organisent également des murder party commerciales à destination des groupes et des entreprises.
La société Asmodée publie des murder party sous forme de boites de jeu. Asmodée utilise le nom commercial soirée enquête pour cette collection de jeux.
En France, la société 10Torsions, aussi connue sous la marque déposée Murder2000Pro, a déposé la marque « Murder Party » en juillet 2007 (dépôt INPI no 3517674 cl 28-41). À la suite d'un procès intenté en juin 2009 par 10Torsions contre l'association Carte Blanche, une partie de la communauté rôliste française et la fédération française de jeux de rôles grandeur nature contestait le dépôt de marque. Le 4 juin 2012, le tribunal de Chambéry a invalidé ce dépôt et condamné la SARL 10Torsions.
En 2014, Crimes et Secrets  a développé un concept de murder parties auto-gérées afin de permettre aux particuliers et aux entreprises novices (ou non) de découvrir facilement cette activité en organisant leurs propres murder parties très facilement.
1D20, la première école de jeux de rôles grandeur nature a ouvert ses portes en 2014. Elle propose une formation d'un an pour apprendre à concevoir une murder party, un escape game ou des modules spécifiques. C'est aussi un prestataire de service qui propose aux particuliers, aux entreprises et collectivités des murder party et escape game.
La société Fever organise depuis plusieurs années des Murder Mystery dans plusieurs villes de France, amenant des participants s'étant inscrits à l'événement à interroger des comédiens et à chercher des indices dans un espace clos.
L'intégration des nouvelles technologies bénéficie également aux organisations des murder parties. La société Gioco Mortale propose des scénarios téléchargeables instantanément en ligne.
Depuis 2025, Murder Party est un jeu télévisée diffusé sur M6 présentée par le comédien Francis Huster.

### En Belgique
Comme en France, la murder party est un concept en plein développement en Belgique francophone. Des sociétés telles que BeDetectives organisent des événements pour particuliers et entreprises. 

### Au Québec
La Murder party est pratiquée au Québec principalement sous le terme de souper mystère. La majeure partie du temps il s'agit de soirées animées dans des restaurants, au cours du repas l'enquête est déroulée en plusieurs actes avec des questions préparées.
L’appellation Meurtre et Mystère est aussi largement utilisée.